# Белослав
Белослав (болг. Белослав) — город в Болгарии. Находится в Варненской области, входит в общину Белослав. В некоторых дореволюционных источниках упоминается как Габеджи или Гебеджи.
Население составляет 7649 человек (2022).

## Политическая ситуация
Кмет (мэр) общины Белослав — Емил Величков Дичев (независимый) по результатам выборов.

## Примечания

Белослав на карте побережья Варненского озера.